# Comunismo en Corea
El movimiento comunista en Corea emergió como movimiento político a comienzos del siglo XX. A pesar de que el movimiento tuvo un rol menor en la política anterior a la guerra, la división entre la Corea del Norte comunista y la Corea del Sur anticomunista ha dominado la vida política coreana tras la Segunda Guerra Mundial. Corea del Norte, oficialmente la República Popular Democrática de Corea, es en la actualidad un estado socialista Juche bajo el control del Partido de los Trabajadores de Corea. En Corea del Sur, la izquierda fue severamente reprimida durante las dictaduras militares y en la actualidad el comunismo está ilegalizado en virtud de la de Seguridad Nacional, en gran parte influenciada por Estados Unidos. Debido al fin de la ayuda económica de la Unión Soviética tras su disolución en 1991 y a una aplicación ideológica poco práctica de la economía comunista durante los años de recesión, Corea del Norte reemplazó el comunismo por la ideología Juche en su revisión constitucional de 1992 y de 1998 en la que se hizo énfasis a la autosuficiencia, se intensificó el culto a la personalidad de los líderes supremos y se instauró la reforma de la economía de mercado norcoreana, aunque todavía queda un economía planificada centralizada con control estatal completo y agricultura con granjas colectivizadas, así como educación y sanidad públicas.

## Comienzos del comunismo coreano
Alexandra Kim, una coreana que vivió en Rusia y se unió a los Bolcheviques en 1916 es a veces acreditada como la primera comunista coreana. En 1917, Vladimir Lenin la envió a Siberia para movilizar a los coreanos que allí se encontraban contra las fuerzas contra revolucionarias y las fuerzas expedicionarias aliadas. En Jabárovsk, Kim estuvo a cargo del departamento de asuntos exteriores del lejano oriente del Partido. Allí conoció a Yi Dong-Wi, Kim Rip y otros luchadores por la independencia de Corea, junto a los que fundó el Partido Socialista Obrero Coreano, el primer partido comunista coreano, el 28 de junio de 1918.

## Fundación del Partido Comunista de Corea
El Partido Comunista de Corea fue fundado durante una reunión secreta en Seúl en 1925. Los dirigentes del partido eran Kim Yong-bom y Pak Hon-yong. El partido se convirtió en la sección coreana de la Internacional Comunista en el 6.º congreso de la Internacional que tuvo lugar entre agosto y septiembre de 1928. Sin embargo, tras solo unos pocos meses como la sección coreana del Comintern, las contiendas perpetuas entre facciones rivales que habían plagado el partido desde su fundación llevó a la Internacional a disolver el Partido Comunista de Corea en diciembre del mismo año. Aun así, el partido continuó existiendo a través de varias células del partido. Algunos comunistas coreanos se exiliaron en China, donde participaron en los años tempranos de Partido Comunista de China. A comienzos de la década de 1930 comunistas coreanos y chinos comenzaron actividad guerrillera contra las fuerzas japonesas.

## Fin de la Segunda Guerra Mundial
Después de la liberación de Corea en 1945, la situación de los comunistas coreanos cambió considerablemente. En el Sur, el dirigente del Partido Comunista y combatiente de la resistencia Pak Hon-yong reorganizó un Comité Central, del que llegó a ser el Secretario tras su liberación en 1945. Teniendo sede en Seúl su grupo tenía un contacto limitado con los soviéticos en el norte.
El Ejército Rojo soviético liberó Corea del Norte en agosto de 1945. En aquellos tiempos había muy pocos comunistas cadres en el norte por lo que los soviéticos dependían de los comunistas exiliados que volvían a Corea tras el fin de la guerra así como en los miembros de la extensa comunidad coreana de la URSS. En este periodo Kim Il-Sung se convirtió en una figura prominente dentro del Partido Comunista norcoreano. Tras años como líder guerrillero, Kim Il-Sung se mudó a la Unión Soviética, donde ascendió a capitán del Ejército Rojo. Su batallón llegó a Pionyang justo cuando los soviéticos buscaban a alguien que pudiera asumir el liderazgo en Corea del Norte.
El 13 de octubre de 1945 se creó el Buró Norcoreano del Partido Comunista de Corea. Aunque técnicamente bajo el control de los líderes del partido con base en Seúl, el Buró Norcoreano tenía muy poco contacto con ellos, trabajando estrechamente con la Autoridad Civil Soviética. El primer presidente del Buró fue Kim Yong-bom, que había sido enviado a Corea por el Cominterm en 1930 para llevar a cabo actividades clandestinas. Kim Il-sung era miembro del Buró desde su fundación y reemplazó a Kim Yong-bom como presidente en diciembre de 1945. Más tarde, historiadores oficiales norcoreanos debatieron esto, asegurando que Kim Il-sung fue el presidente desde el comienzo del Buró y que su creación fue el 10 de octubre, Día de la Fundación del Partido en Corea del Norte, en el que celebran que Kim Il-sung formó el primer Partido Comunista genuino de Corea. Los historiadores oficiales norcoreanos también aseguran que el nombre del Buró fue cambiado a "Comité organizativo del Partido Comunista de Corea del Norte" (normalmente referido simplemennte como Partido Comunista de Corea del Norte)
El 22 de julio de 1946 el Buró de Corea del Norte se unió con el nuevo partido del pueblo, el Partido Democrático y el Partido Chondoísta Chong-u (seguidores de un movimiento religioso influyente) para formar el Frente Democrático para la Reunificación de la Patria.

## Formación de Partidos de los Trabajadores independientes
El 29 de julio de 1946, el Nuevo Partido del Pueblo y el Buró de Corea del Norte llevó a cabo un pleno conjunto de los Comités Centrales de ambas partes y acordó fusionarse en una sola entidad. Entre el 28 y 30 de agosto se celebró una conferencia por la fundación del Partido de los Trabajadores de Corea del Norte. Kim Tu-bong, el líder del Nuevo Partido del Pueblo, fue elegido Presidente del partido. Los vicepresidentes del partido fueron Chu Nyong-ha y Kim Il-sung. Se cree que el partido tenía cerca de 366.000 miembros organizados en alrededor de 12.000 células en el momento de su fundación.
En Corea del Norte, el Buró del Partido Comunista de Corea y el Nuevo Partido del Pueblo se fusionaron en una de las partes. El Nuevo Partido del Pueblo tenía un seguimiento significativo entre los intelectuales, mientras que el Partido Comunista tenía seguimiento sobre todo entre los trabajadores y los campesinos. Además, los comunistas coreanos estaban plagados de diferencias internas y diferentes facciones comunistas estaban presentes en el nuevo partido unificado. En el momento de la fundación del nuevo partido emergieron debates sobre el papel del marxismo–leninismo como la base ideológica del partido. En la inauguración del congreso del partido, Kim Il-sung, declaró que «[...]el Partido de los Trabajadores es una unidad de combate y la vanguardia de las masas trabajadoras. Debemos luchar con nuestros mejores esfuerzos para mantener la pureza, la unidad y la disciplina de hierro del Partido. Si vamos a luchar contra el enemigo, sin cumplir estas condiciones dentro de nuestras filas, sería nada menos que una locura», argumentando a favor de mantener una orientación marxista–leninista.
El resto del Partido Comunista de Corea, todavía en funcionamiento en las zonas del sur, trabajó bajo el nombre de Partido Comunista de Corea del Sur. El partido se fusionó con el Nuevo Partido del Pueblo de Corea del Sur y la facción del Partido de los Trabajadores de Corea (el llamado de los cuarenta y ocho), fundando el Partido de los Trabajadores de Corea del Sur el 23 de noviembre de 1946.
El Partido de los Trabajadores de Corea del Sur fue declarado ilegal en el Sur, pero el partido organizó una red de células clandestinas y fue capaz de obtener un considerable número de seguidores, habiendo alrededor de 360 000 miembros del partido. El movimiento clandestino sindical Todo Corea estaba conectado al Partido. En 1947 el Partido inició la lucha armada de guerrilla. Según la persecución del Partido se intensificaba, grandes secciones de la dirección del partido se trasladaron a la ciudad de Pionyang. Entre febrero y marzo de 1948 se produjeron huelgas generales en oposición a los planes de crear una Corea del Sur como estado separado instigadas por el Partido, opuesto a la división de Corea. el 3 de abril de 1948, el partido lidera una revuelta popular en la isla de Jeju en contra de la declaración unilateral de la fundación de la República de Corea. Miles de isleños fueron asesinados durante la supresión de la revuelta (ver Insurrección de Jeju).

## Conflicto entre facciones
Durante este periodo hay cuatro tendencias o facciones en el Partido de los Trabajadores de Corea del Norte.
- Los coreanos soviéticos: dirigidos por Alexei Ivanovich Hegay,[17][18] se componen de coreanos étnicos que han nacido o crecido en Rusia después de que sus familias se mudaran allí a principios de la década de 1870. Algunos de ellos habían regresado a Corea de forma encubierta como operativos comunistas en los años veinte y treinta, pero la mayoría eran miembros del Ejército Rojo o civiles que se encontraban estacionados en Corea del Norte tras la II Guerra Mundial. Esta agrupación había jugado un papel importante en la construcción de la estructura del Partido Comunista de Pionyang justo después de la Segunda Guerra Mundial.[19]
- La facción Doméstica: fueron los comunistas coreanos que nunca se fueron del país, pero que participaron en el ejército para la independencia. Miembros destacados de esta facción fueron O Ki-sop, Chong Tal-hyon, Yi Chu-ha, Chu Nyong-ha (Vicepresidente del partido), Kim Yong-bom, Pak Chong-ae, Chang Shi-u y Yi Chu-yon. Esta agrupación estaba políticamente atada a la vieja dirección del Partido Comunista de Corea, con sede en Seúl, en este momento representado por el Partido de los Trabajadores de Corea del Sur liderado por Pak Hon-yong.
- El facción Yan´an: liderada primero por Mu Chong y luego por Kim Tu-bong y Choe Chang-ik, eran los coreanos exiliados que habían vivido en la provincia China de Shaanxi y se unieron al Partido Comunista de China, cuya sede regional estaba en Yan´an. Habían formado su propio partido, la Liga de China del Norte por la Independencia de Corea, y cuando regresaron a Corea del Norte desde el exilio formaron el Nuevo Partido del Pueblo. Muchos de los miembros de la facción Yan´an habían luchado en China en los batallones octavo y nuevo cuarto, por lo que tenían una relación estrecha con Mao Zedong.
- La facción Guerrillera: liderada por Kim Il-sung, estaba compuesta de exguerrilleros coreanos que habían luchado en Manchuria. Muchos en este grupo terminaron huyendo de Manchuria, ya que su resistencia armada fue suprimida, y se trasladaron a la Unión Soviética, donde muchos de ellos, incluyendo a Kim, fueron reclutados en el Ejército Rojo.

Las facciones eran representados proporcionalmente en los principales órganos de la PTCN. En el primer politburó del partido los coreanos soviéticos tenían tres miembros, el Yan´an seis y los domésticos y guerrilleros dos cada uno. La facción guerrillera era en realidad la más pequeña de las facciones en el Comité Central, pero tenían la ventaja de tener a Kim Il-sung, que lideraba el gobierno de Corea del Norte y era muy influyente dentro del partido. Además, Kim Il-Sung tenía el respaldo de la Unión Soviética.

## Fundación del Partido de los Trabajadores de Corea
El 30 de junio de 1949 el Partido de los Trabajadores de Corea del Norte y el Partido de los Trabajadores de Corea del Sur se fusionaron en el Partido de los Trabajadores de Corea en un congreso en la ciudad de Pionyang. Kim Il-sung se convirtió en el presidente del partido y Pak Hon-yong y Alexei Ivanovich Hegay se convirtieron en vicepresidentes. El resto de los miembros del primer Poltburó fueron Yi Sung-yop, Kim Sam-yong, Kim Ch aek, Kim Tu-Bong, Pal Il-u, y Pak Chong-ae. La mayoría fueron más tarde purgados por Kim Il-sung.
Los primeros cinco años de gobierno del PTC fueron dominados por la guerra de Corea. En octubre de 1950, las fuerzas de las Naciones Unidas habían ocupado la mayor parte de la República Popular Democrática de Corea y los líderes del PTC tuvieron que huir a China. Sin embargo, en noviembre, ejércitos de China y Corea del Norte entraron en la guerra, forzando la retirada de las fuerzas de las Naciones Unidas y retomando Pionyang en diciembre y Seúl en enero de 1951. En marzo N.U retomó Seúl y el frente se estabilizó a lo largo de lo que más tarde se convirtió en "La Línea de Armisticio" de 1953. El PTC fue capaz de restablecer su dominio al norte de esta línea.

## Purgas
En los primeros años del partido Kim Il-sung era el líder reconocido, pero no tenía el poder absoluto, ya que era necesario equilibrar los intereses de las diversas facciones. Para eliminar cualquier amenaza a su posición comenzó primero actuando individualmente contra los líderes de las facciones. Se deshizo de Alexei Ivanovich Hegay (también conocido como Ho Ka-ai), el líder de la facción soviética, degradándolo durante la guerra de Corea en 1951 y, a continuación, utilizándolo como chivo expiatorio de las reparaciones de un depósito de agua bombardeado por Estados Unidos en 1953 .
Kim Il-sung también atacó a los dirigentes de la facción yan´an. Cuando los norcoreanos se vieron obligados a retirarse hasta la frontera con China, Kim Il-sung necesitó de un chivo expiatorio para explicar el desastre militar y culpó a Mu Chong, un líder de la facción yan´an y también un líder del ejército de Corea del Norte. Mu Chong y un número de otros líderes militares fueron expulsados del partido y Mu se viio obligado a regresar a China, donde pasó el resto de su vida. Kim Il-sung también eliminó a Pak Il-u, el ministro del Interior y reconocido como el representante personal de Mao Zedong.
Mientras la Guerra de corea llegaba a término, Kim Il-sung actuó contra la facción doméstica. Con el final de la guerra de Corea la utilidad de las guerrilla y redes de espionaje en Corea del Sur de la facción doméstica llegó a su fin. Exdirigentes del Partido de los Trabajadores de Corea del Sur fueron atacados durante una reunión del Comité Central en diciembre de 1952. A principios de 1953, se propagan rumores de que los "sureños" había estado planeando un golpe de Estado. Esto llevó a la detención y expulsión del poder de Pak Hon-yong (que era ministro de relaciones exteriores en aquel momento) y Yi Sung-yop el ministro de "control del estado", quien fue acusado de "espionaje en nombre de la República de Corea".
En agosto de 1953, tras la firma del armisticio que suspendió la guerra de Corea, Yi y otros once líderes de la facción doméstica fueron sometidos a una farsa judicial por el cargo de planear un golpe de Estado militar y condenados a muerte. En 1955, Pak Hon-yong, el exlíder del PTCN y vicepresidente del PTC, fue llevado a juicio bajo la acusación de haber sido un agente de los Estados Unidos desde el año 1939, sabotaje, asesinato y planificación de un golpe de Estado. Fue condenado a muerte, aunque no está claro si fue fusilado inmediatamente o si su ejecución se produjo algún momento en 1956.
Los juicios de Yi y Pak fueron acompañados por la detención de otros miembros y activistas del antiguo PTCN, con los acusados siendo ejecutados o enviados a campos de trabajos forzados. La facción doméstica fue prácticamente aniquilada, aunque algunos miembros individuales que se aliaron personalmente con Kim Il-sung se mantuvieron en posiciones de influencia durante varios años más.

## Inicio dela era Juche

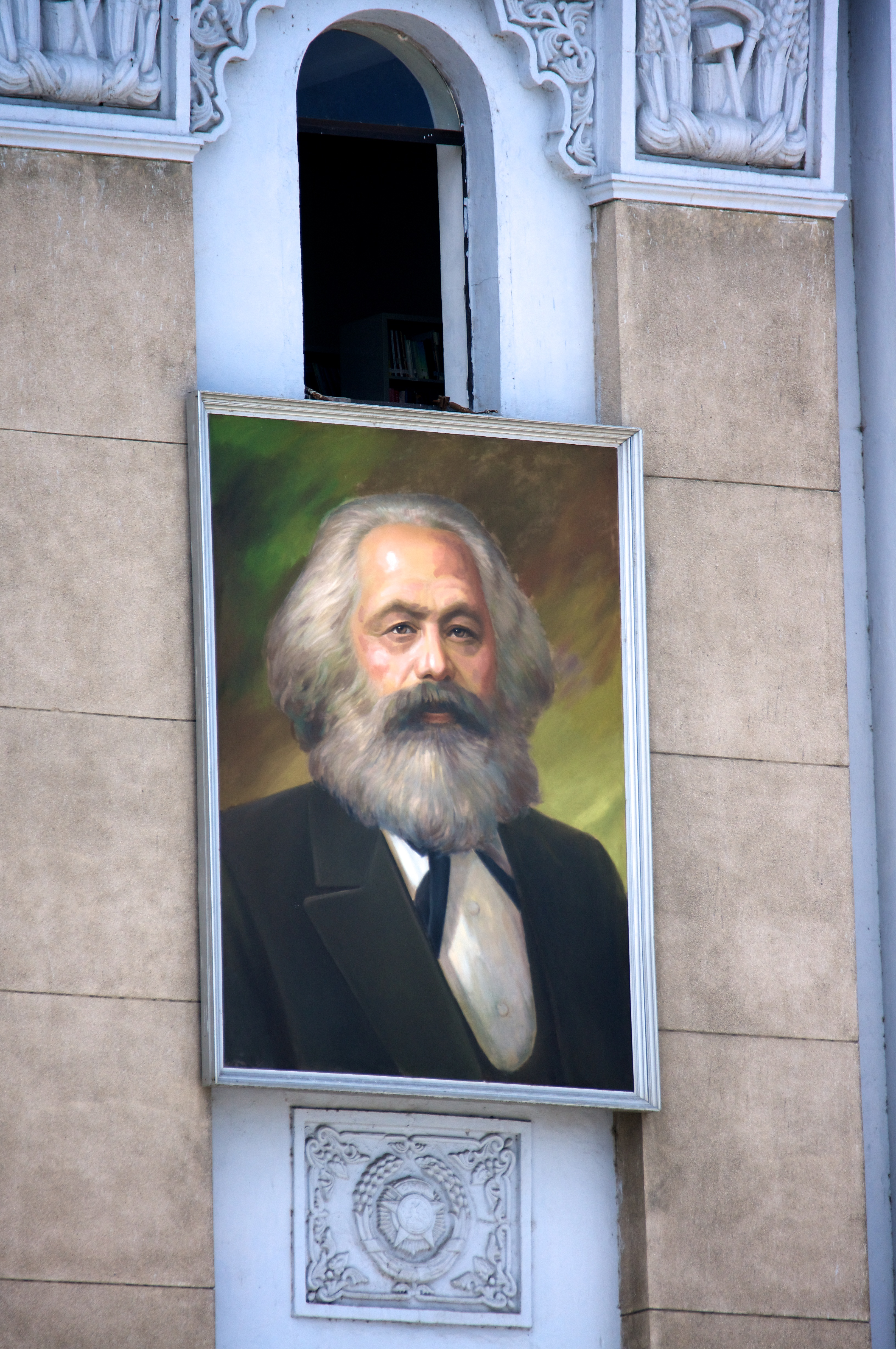
Un retrato de Karl Marx en la pared del Ministerio de Comercio Extranjero. El comunismo ha sido reemplazado en la política norcoreana por el Juche

Kim Il-sung adelantó el eslogan Juche en un discurso del 28 de diciembre de 1955 titulado "Sobre la eliminación del dogmatismo y formalismo y estableciendo el Juche en el trabajo ideológico". La idea Juche emergió gradualmente como una doctrina ideológica sistemática bajo la presión política de la ruptura sino-soviética en la década de 1960. La palabra "Juche" también comenzó a aparecer sin traducir en trabajos en inglés de Corea del Norte alrededor de 1965. Kim Il-sung describió los tres principios fuundamentales del Juche en su discurso del 14 de abril de 1965 "Sobre la construcción socialista y la revolución surcoreana en la República democrática popular de Corea". Los principios son "independencia política" (chaju), "economía autosuficiente" (charip) y "defensa personal en la defensa nacional" (chawi)
Entre las décadas de 1950 y 1960, ideólogos y escritores de discursos del PTC comenzaron a usar ideas maoístas abiertamente, como el concepto de autorregeneración. Las teorías artísticas maoístas también influenciaron la escena musical coreana. Todos esto se desarrolló con la ruptura sino-soviética como telón de fondo.
En las historias oficiales norcoreanas, una de las aplicaciones pretendidas por el Juche fue el Plan Quinquenal de entre 1956 y 1961, también conocido como el movimiento Chollima, que llevó al método Chongsan-ri y al sistema de trabajo Taean. El Plan de Cinco Años llevó a un desarrollo económico rápido, con foco en la industria pesada. El movimiento chollima, sin embargo, aplicó el mismo método de estado planificado centralizado que comenzó con el Primer Plan Quinquenal de la Unión Soviética en 1928.
En 1972, como respuesta a la ruptura sino-soviética, el Juche reemplazó al marxismo-leninismo en la constitución de Corea del Norte como la ideología oficial del estado. El Juche fue, sin embargo, definido como una aplicación creativa del marxismo-leninismo. Kim Il-sung también explicó que el Juche no era una idea original norcoreana y que al formularla solo hacía hincapié en una orientación programática que es inherente a todos los estados marxistas-leninistas.
El exlíder norcoreano Kim Jong-il es oficialmente el autor de la declaración definitiva sobre el Juche en un documento de 1982 titulado Sobre la idea Juche. Tras la disolución de la Unión Soviética en 1991, el mayor benefactor de Corea del Norte, toda referencia al marxismo-leninismo fue eliminada de la constitución de 1998. Kim Jong-il incorporó la política Songun (Ejército primero) en la filosofía Juche en 1996.
En 2009, todas las referencias al comunismo fueron eliminadas de la constitución de Corea del Norte.